# Konstnären och tjuven
Konstnären och tjuven (även The painter and the thief) är en norsk dokumentärfilm gjord av Benjamin Rees som hade svensk premiär i augusti 2020 och amerikansk premiär 22 maj samma år.

## Handling
Filmen skildrar den vänskap som inleddes med att den tjeckiska konstnären Barbora Kysilková under rättegången om en tavelstöld, frågar tjuven Karl-Bertil Nordland om varför han tillgrep hennes verk på galleriet i Oslo år 2015.